# Зал славы канадского кёрлинга
Зал славы канадского кёрлинга (англ. Canadian Curling Hall of Fame, фр. Temple de la renommée du curling), представляющий собой галерею развития канадского кёрлинга, был основан в 1973 одновременно с введением туда первых удостоенных этой награды игроков и деятелей кёрлинга Канады. Управляется Ассоциацией кёрлинга Канады. Находится в городе Орлеан (Онтарио) — пригороде Оттавы.
Комитет по отбору новых членов Зала славы (англ. The Hall of Fame selection committee) встречается ежегодно и выбирает кандидатуры по четырём категориям:
- кёрлингист (англ. curler);
- сотрудник/руководитель организаций, управляющих кёрлинг-клубами, кёрлинг-ассоциациями, проводящих турниры по кёрлингу и т.п. (англ. builder);
- выступавший сначала в одной, а затем (или одновременно) во второй роли из вышеуказанных (англ. curler/builder);
- команда (англ. team).

Все президенты Ассоциации кёрлинга Канады после своей отставки автоматически вводятся в Зал славы, в отдельный Почётный список руководителей (англ. Executive Honour Roll).

## Члены Зала славы
(список будет пополняться при добавлении новых статей о членах Зала славы, с одновременным исключением из англоязычного списка ниже)
- Адамс, Диана
- Амброзио, Лоррейн
- Андерсон, Шерри
- Армстронг, Джим
- Арнотт, Джанет
- Арсено, Мэри-Энн
- Белькур, Тим
- Беткер, Джен
- Бодо, Мэрилин
- Боулз, Лоррейн
- Бриттон, Фред
- Валчак, Дон
- Венд, Пэтти
- Вереник, Эд
- Вуд, Брайан Д.
- Геммел, Мэймар
- Годе, Соня
- Готье, Кэти
- Гудерайт, Марсия
- Дагг, Лайалл
- Делахант, Нэнси
- Джонс, Колин
- Джонс-Уокер, Дебби
- Дугид, Дональд
- Жерве, Эктор
- Кавайя, Джон
- Карстерс, Кент
- Келли, Ким
- Кеннеди, Брюс
- Кеннеди, Трейси
- Керр, Нэнси
- Кинг, Кэти
- Лалибёрте, Конни
- Ларок, Пенни
- Лич, Венди
- Лукович, Эд
- Лэнг, Лоррейн
- Лэнг, Рик
- Мазинке, Харви
- Маккаскер, Джоан
- Маккендри, Ширли
- Мартин, Кевин
- Мидо, Уэйн
- Миллс, Рональд А.
- Митчелл, Мардж
- Мор, Кристин М.
- Моррис, Эрл
- Мур, Линда
- Наймарк, Барри
- Нейбор, Дэррил
- Никол, Роберт Б.
- Никсон, Эми
- Норткотт, Рон
- Овертон-Клэпем, Кэти
- Овчар, Джулс
- Пезер, Вера
- Перру, Пэт
- Петтапис, Джеймс К.
- Пикеринг, Роберт
- Райан, Пэт
- Ричардсон, Арнольд У.
- Ричардсон, Гарнет
- Ричардсон, Эрни
- Сайм, Брент
- Сандерс, Пэт
- Скиннер, Джулия
- Спаркс, Берни
- Спаркс, Линдси
- Стори, Фредерик Л.
- Сэвидж, Пол
- Тернбулл, Рэй
- Тетли, Иэн
- Тиссен, Деннис
- Уилсон, Джеймс Р.
- Уилсон, Робин
- Уилсон, Томас Р.
- Урсел, Джим
- Урсуляк, Уолли
- Федорук, Сильвия
- Фергюсон, Джон
- Фёрби, Рэнди
- Фолк, Рик
- Форд, Анита
- Форд, Атина
- Форрест, Айна
- Хакнер, Эл
- Хансен, Уоррен
- Хантер, Родерик Дж. М.
- Харрис, Дон
- Харрисон, Нил
- Хеберт, Лео
- Ховард, Гленн
- Ховард, Расс
- Хуммельт, Гюнтер
- Хьюстон, Нил
- Хьюстон, Хизер
- Шаретт, Пьер
- Шмирлер, Сандра
- Эйткен, Дональд Дж.
- Энтон, Рональд М.
- Юргенсон, Кристин

### A-F
| - J. W. Allan - A. F. Anderson - A. F. Angus - Horace F. Argue - James E. Armstrong - Laurie Artiss - Henri Auger - Frank Avery (curling)\|Frank Avery - Hugh Avery - Norman Balderston - Matt Baldwin - Caroline Ball - Marilyn Barraclough - Sue-Ann Bartlett - Gordon Lockhart Bennett - Morag Bergasse - David Beesley - H. Bruce Boreham - Earl E. G. Bourne - Jack Boutilier - Jack Bowman (curling)\|Jack Bowman - Earl Boyd - Ralph S. Boyd - W. Cecil Boyd | - Shirley Bray - Michael Burns, Sr. - Noel R. Buxton - Ada Calles - Bert Cameron (curling)\|Bert Cameron - Douglas A. Cameron - George J. Cameron - Colin Campbell (Ontario politician)\|Colin A. Campbell - Glen M. Campbell - Gloria Campbell - Gordon Campbell (curler)\|Gordon Campbell - Maurice Campbell - Thane A. Campbell - W. Garnet Campbell - Harry P. Carter - Brian Cassidy - Reg Caughie - Agnès Charette - Kay Clift - James Congalton - George Cooke (businessman)\|George Cooke - Edith Corby-Moore - Walter B. Cowan - Pauline M. Cragg - Gordon Craig (journalist)\|Gordon Craig - Robert C. Cream - Elsie Crosby - E. M. Culliton - D. William Currie - Keith Deacon | - Noreen Delisle - Al R. Delmage - Mabel DeWare - Catherine Dillon - George V. Dillon - Robert F. Dillon - Marion Dockendroff - James E. Donahoe - Richard Donahoe - Donna Duffet - Anne Dunn (curler)\|Anne Dunn - John Dutton (curling)\|John Dutton - Patricia Dwyer - Jessie Elliott - J. Irl England - Millard Evans - Emily B. Farnham - André Ferland - Thomas R. Fisher - Don Fleming (journalist)\|Don Fleming - Rene Fortier - Barbara Foster (curling)\|Barbara Foster - Gordie Fox\|Gordon Fox |

### G-L
| - William Gatchell - Reginald H. Geary - William Good, Sr. - Edwin Gooder - Peter Gow (politician)\|Peter Gow - Ab Gowanlock - William A. Grant - Thomas Gray (curler)\|Thomas Gray - Barry Greenberg - Jill Greenwood - John Gunn (curler)\|John Gunn - Lloyd H. Gunnlaugson - Joseph A. Gurowka - John Thomas Haig - Perry G. Hall - Ina Hansen - Scotty Harper - Bill Harris (curling)\|Bill Harris - Les Harrison (curling)\|Les Harrison - Ross G. L. Harstone | - Gordon Haynes (curler)\|Gordon J. Haynes - Robert J. Heartwell - Ann Hebb - Darlene Hill - Walter Hobbs - Gordon Hooey - Gordon M. Hudson - Peter Inch - Niven M. Jackson - Hazel I. Jamieson - Shorty Jenkins - Clara Johnson - Katherine Johnston - Leo Johnson (curler)\|Leo Johnson - Terry Jones - June Kaufman - Rae Kells - Eva Kerr | - F. Marjorie Kerr - John E. Keys - Ray Kingsmith - Sharon Knox - Irene Konkin - Evelyn Krahn - Arthur N. Lamb - Allan D. Langlois - Vicki Lauder - William E. Leaman - Donald E. Lewis - Ina Light - Betty Linkletter - Shirley Little - Arthur L. Lobel - William Low (curling)\|William Low - Frederick J. Lucas - William E. Lumsden - Peter D. L. Lyall - Velma M. Lytle |

### M-R
| - Harold L. Mabey - Elizabeth Macdonald - Wendell L. Macdonald - Alan N. MacGowan - J. Alfred MacInnes - Elbridge P. MacKay - William J. MacKay - Donald MacKenzie (curler)\|Donald MacKenzie - Daniel D. MacKinnon - Aileen MacLean - Donald R. MacLeod - Mary MacMurray - Murray Macneill - Dot MacRae - W. J. Magrath - John S. Malcolm - Harvey Malo - Clifford R. Manahan - Hadie Manley - Lindy Marchuk - Flora Martin - J. B. Mather (curling)\|J. B. Mather - Jack Matheson - Doug Maxwell - J. B. McArthur (curling)\|J. B. McArthur - Cameron McEwen - Buzz McGibney - Larry McGrath - Thomas McGraw (curler)\|Thomas McGraw - Joyce McKee - Ken McLean (curler)\|Ken McLean | - Lura McLuckie - Burd S. McNeice - Andrew McWilliams - Janet E. Merry - Edna Messum - Olive Mews - Maureen Miller - Herbert C. Millham - Lorne Mitton - Shirley Morash - Lenore Morrison - John Moss (curler)\|John Moss - Clifford A. L. Murchison - Jerry J. Muzika - Joyce Myers - Marilyn Neily - R. Bruce Ness - Dorothy D. New - Mary-Anne Nicholson - Bill Norgan - Frank O'Brien (curling)\|Frank O'Brien - Stanley Oleson - Albert Olson (curler)\|Albert Olson - L. E. Olson - Ole Olson (curling)\|Ole Olson - Clyde R. Opaleychuk - Anne Orser | - A. William Parish - Dave Parkes - Albert J. Parkhill - Ted Pattee - Charles Perry (curler)\|Charles Perry - Don Petlak - Dave Petursson - Robert Picken - William F. Piercey - Peggy Piers - Violet Pike - Ernest Pollard (curler)\|Ernest Pollard - Muriel Porter (curling)\|Muriel Porter - Rita C. Proulx - Graham Prouse - H. Fielding Rankine - Patricia Ray - Pat B. Reid - Vic Rauter - Thomas H. Rennie - Carleton S. Richardson - Wesley H. Richardson - Norman P. Rockwell - Barbara Roper - Samuel Rothschild - Sheila Rowan - Marion Rowlands - Adeline M. R. Roy |

### S-Z
| - Olivier Samson - Zivan Saper - Frank F. Sargent - Mabel Dalton Segsworth - Jerry Shoemaker - John A. Sinclair (curling)\|John A. Sinclair - Marjorie H. Sinclair - Ron Singbush\|Ronald Singbush - F. Arthur Skinner - James Smart (curling)\|James Smart - David C. Smith (curling)\|David C. Smith - Sir Donald Smith (curling)\|Donald Smith - Emmett M. Smith - Yvonne Smith - Jean Snowdon - John D. Squarebriggs - Edward Steeves - Frank M. Stent - A. E. Stephenson - David Macdonald Stewart - T. Howard Stewart - Walter M. Stewart - Reginald E. Stone - Roy H. Stone | - Toro Suzuki - A. Ross Tarlton - Nicholas J. Thibodeau - Dorothy Thompson (curler)\|Dorothy Thompson - G. Clifton Thompson - T. Gordon Thompson - Ted Thonger - Edith Tipping - Lee Tobin - Gerry Tomalty - Richard T. Topping - Clifford L. Torey - William R. Tracy - Thomas Travers (curling)\|Thomas Travers - Evan A. Trites - Thora Turner - James Tyre - Margaret E. Valentine - Judy Veinot - David Walker (curler)\|David Walker - Jo Wallace | - William J. Walsh (curler)\|William J. Walsh - Cyril S. Walters - Grant G. Watson - Ila Watson - Ken Watson - Cecil M. Watt - Hazel Watt - Horace P. Webb - Bob Weeks - Kenneth B. Weldon - Jack Wells - James Oddie Welsh - Jim Weyman - Joan Whalley (curling)\|Joan Whalley - Elma-Mae Whitehead - Twyla Widdifield - Errick F. Willis - Archibald E. Wilson - Marvin Wirth - Don Wittman - Larry Wood - Nora Wood - Pappy Wood - Emily Woolley - Muriel Youngson |